# Solenolambrus decemspinosus
Solenolambrus decemspinosus är en kräftdjursart som beskrevs av M. J. Rathbun 1894. Solenolambrus decemspinosus ingår i släktet Solenolambrus och familjen Parthenopidae. Inga underarter finns listade i Catalogue of Life.